# Брєйдаблік (футбольний клуб)
«Брє́йдаблік» (ісл. Breiðablik) — ісландський футбольний клуб із Коупавогюра, невеликого міста, що розташоване на південь від Рейк'явіка, столиці Ісландії. Заснований 1950 року. Виступає в Урвалсдейлді, найвищому дивізіоні Ісландії; команда посіла перше місце 2022 року. «Брєйдаблік» є першим ісландським футбольним клубом, який зіграв на груповому етапі європейського турніру, а саме у сезоні 2023—2024 Лізі конференцій.

## Досягнення
Чемпіонат Ісландії
- Чемпіон (3): 2010, 2022, 2024

Перший дивізіон
- Переможець (6): 1970, 1975, 1979, 1993, 1998, 2005

Кубок Ісландії
- Володар кубка (1): 2009

Кубок Ліги
- Володар кубка (3): 2013, 2015, 2024

Суперкубок Ісландії
- Володар кубка (2): 2023, 2025

## Склад команди
Станом на 29 квітня 2025
| № | Поз. | Нац.     | Гравець                           |
| - | ---- | -------- | --------------------------------- |
| 1 | ВР   | Ісландія | Антон Арі Ейнарссон               |
| 2 | ЗХ   | Данія    | Даніель Оббек'яєр                 |
| 3 | ПЗ   | Ісландія | Олівер Сігурйонссон               |
| 4 | ЗХ   | Ісландія | Дамір Мумінович                   |
| 5 | ЗХ   | Ісландія | Арнор Свейнн Адальстейнсон        |
| 6 | ПЗ   | Ісландія | Александер Хельгі Сігурдарсон     |
| 7 | ПЗ   | Ісландія | Гескульдур Ґуннлауґссон (капітан) |
| 8 | ПЗ   | Ісландія | Віктор Ейнарссон                  |
| 9 | ПЗ   | FAR      | Патрік Йоганнесен                 |

| №  | Поз. | Нац.     | Гравець                |
| -- | ---- | -------- | ---------------------- |
| 10 | ПЗ   | Ісландія | Крістінн Стейндорсон   |
| 11 | ПЗ   | Ісландія | Арон Бьяднасон         |
| 12 | ВР   | Ісландія | Бруньяр Атлі Брагасон  |
| 19 | ЗХ   | Ісландія | Крістінн Йонссон       |
| 20 | НП   | Норвегія | Беньямін Стокке        |
| 21 | ЗХ   | Ісландія | Віктор Орн Маргейрссон |
| 23 | НП   | Ісландія | Крістофер Крістінссон  |
| 24 | ПЗ   | Ісландія | Арнор Гауті Йонссон    |
| 30 | ПЗ   | Ісландія | Андрі Рафн Єоман       |

## Відомі гравці
- Йоганн Берґ Ґудмундссон
- Крістінн Стейндорсон